# Juan Guzmán (Fotograf)
Juan Guzmán, geb. Hans Gutmann, (* 28. Oktober 1911 in Köln; † 6. November 1982 in Mexiko-Stadt), auch „Juanito“ genannt, war ein deutsch-spanisch-mexikanischer Fotograf und Fotojournalist. Als gebürtiger Deutscher, zuletzt auch mexikanischer Staatsbürger, wurde er wegen seiner Bildberichterstattung aus dem Spanischen Bürgerkrieg und danach aufgrund seiner Fotoarbeiten mit den mexikanischen Malern Frida Kahlo und Diego Rivera bekannt.

## Leben
Juan Guzmán wurde als Hans Gutmann in Köln geboren. Er gehörte einer einfachen Familie an und besuchte die Grundschule in seiner Heimatstadt. Ende der 1920er-Jahre zog er nach Berlin. Zum Fotografen wurde er dank seiner Arbeit als Beleuchter bei der UFA. Bei UFA-Filmaufnahmen reiste er durch Frankreich, Italien und Griechenland. Er war Mitglied der KPD. Der Aufstieg des Nationalsozialismus bewog ihn, Deutschland zu verlassen.
Im Juli 1936 reiste Gutmann nach Barcelona, um fotografisch von der Volksolympiade zu berichten, einer Sportveranstaltung, die als antifaschistische Antwort auf die Berliner Olympischen Sommerspiele 1936 organisiert worden war. Guzmán war am 19. Juli Augenzeuge der Kämpfe in Barcelona, wo der Militäraufstand gegen die republikanische Regierung binnen Stunden niedergeschlagen wurde. In Madrid teilte er das Photolabor mit seinem Kollegen Walter Reuter. Gutmann wurde der Dienstgrad eines Pionierhauptmanns (capitán de ingenieros) verliehen, wodurch er auch die spanische Staatsbürgerschaft erlangte und seinen Namen in Juan Guzmán änderte.
Seine Arbeit als Fotograf im Spanischen Bürgerkrieg war bemerkenswert. Aus seiner graphischen Arbeit von Frühling 1936 bis Herbst 1938 sind mehr als 3000 Bilder im Fotoarchiv der spanischen Presseagentur EFE erhalten. Hierbei handelt es sich um in der republikanischen Zone aufgenommene Fotografien, vor allem an den Fronten in Katalonien, Aragonien und Madrid. Die Motive seiner Fotoarbeiten reichen von Gegenständen des Alltagslebens an der Front sowie in der Etappe bis zu hervorragenden Porträts, sowohl Prominenter wie Michail Kolzow, Ludwig Renn, Ilja Ehrenburg, el Campesino, Buenaventura Durruti oder Enrique Líster als auch anonymer Personen.
Sein berühmtestes Bild ist die Fotografie von Marina Ginestà, einer damals siebzehnjährigen Kommunistin, die mit einem Overall gekleidet und einem Gewehr auf der Schulter am 21. Juli 1936 auf der Dachterrasse des Hotel Colon in Barcelona steht, wenige Tage nach dem in dieser Stadt stattgefundenen und gescheiterten Aufstand gegen die republikanische Regierung. Das Foto gilt als eines der ikonischsten Bilder des Krieges. Ein weiteres seiner bekanntesten Bilder zeigt einen katholischen Priester in Siétamo (Huesca) kurz vor seiner Erschießung.
Nach der Niederlage der Republikaner im Spanischen Bürgerkrieg flüchtete Guzmán nach Frankreich, wo er in einem Internierungslager inhaftiert wurde. Ihm gelang es, zu entkommen und ein beträchtliches Teil des Fotoarchivs zu retten. Es reiste 1939 nach Mexiko aus. Von 1940 bis 1965 entstand der größte Teil seiner fotografischen Produktion. Er arbeitete für bedeutende Zeitschriften und Zeitungen, wie Life und Time und für öffentliche und private Institutionen, wie z. B. das derzeitige Ministerium für Landwirtschaft und Viehzucht, PEMEX, INAH, General Motors, die Bibliothek Benjamín Franklin und wahrscheinlich auch die Behörde für die Verwaltung der Wasserkraftressourcen. Guzmán freundete sich Frida Kahlo an, deren politische Orientierung er teilte. In den 1950er Jahren machte er eine Fotografien von Kahlo und ihrem Ehemann Diego Rivera. Guzmán fotografierte auch die Werke anderer mexikanischer Maler wie Gerardo Murillo, Jesús Reyes Ferreira und José Clemente Orozco. Er starb 1982 in Mexiko-Stadt, im Alter von ca. 70 Jahren.

## Stil
Juan Guzmáns Stil wurde von den avantgardistischen Strömungen beeinflusst, wie der deutschen Fotografie der 30er Jahre oder dem Konstruktivismus. Der spanische Bürgerkrieg spielte hierbei eine wichtige Rolle, indem er ihn mit dem Fotojournalismus in Berührung brachte. Der Forscherin Maricela González Cruz Manjarrez zufolge, „prägten ihn die harten Erfahrungen des Krieges, des Nazismus und des Faschismus so, dass er seine Emotionen aus seiner in Mexiko durchgeführten Arbeit herauslässt“. Die Einflüsse, sowohl die formalen, als auch die bezüglich seiner Lebenserfahrungen, führten ihn zur Entwicklung eines eigenen Stils, der auch von der entwicklungstheoretischen Dynamik beeinflusst wurde, die von den mexikanischen Regierungen nach Lázaro Cárdenas vorangetrieben wurde. Seine Werke der Bildberichterstattung, andererseits, heben das Alltägliche und das Aktuelle hervor. Mit einer bemerkenswerten technischen Qualität, zeichnen sich Guzmáns Fotos durch ihre Nüchternheit und Schmucklosigkeit aus.

## Archiv
Das Archiv von Juan Guzmán besteht aus etwa 170.000 Fotos. Ein Teil des Materials verblieb, während Guzmán noch am Leben war, in den Händen der Medien, bei denen er gearbeitet hatte. Darüber hinaus verkaufte er Teile seines Archivs (zum Beispiel, wurde eine Reihe von 2000 Stück über mexikanische Kunst von ihm in den 70er Jahren an das INBA verkauft). Der Rest hinterließ er seiner Frau Teresa Miranda als Erbe und sie verkaufte das Archiv 2006 an die Televisa-Stiftung. Es gibt nur wenige Ausnahmereihen, wie z. B. die 2000 Negativbilder, die 1987 an EFE verkauft wurden; verschiedene Fotoarbeiten, die sich auf mexikanische Kunst bezogen, wurden Anfang der 90er Jahre an die UNAM verkauft; Fotos über die Maul- und Klauenseuche und weitere ländlicher Themen, an die Universidad Autónoma Chapingo.